# Nicolas Godin (sportif)
Pour les articles homonymes, voir Nicolas Godin.
Nicolas Godin, né le 12 novembre 1981 à Dieppe, est un sportif français pratiquant le kempo.

## BiographieMMA.
:
Nicolas Godin est un combattant professionnel français en MMA. Il est reconnu pour ses performances exceptionnelles dans plusieurs disciplines, remportant un total de 8 titres de champion du monde, en plus de nombreux titres nationaux.
Son parcours commence en 2007, lorsqu'il décroche le titre suprême de champion du monde de kempo à Londres. Il en accumule trois autres jusqu'en 2010, avant de se lancer dans l'aventure du Pancrace, le style le plus proche du MMA autorisé en France à l'époque où le MMA n'était pas encore autorisé. Il a affronté et vaincu des adversaires de renom tels que Christophe Grare (champion du monde de Sambo), Igor Mosic (champion du monde de kempo), Khaled Neche et Christophe Pinho. Il a également affronté dans les règles du MMA l'excellent Virgil Augen, l'un des meilleurs espoirs français, qui a remporté la ceinture mondiale de l'ARES.
Le 30 juin 2013, Nicolas Godin remporte la ceinture de la prestigieuse organisation américaine de jiu-jitsu brésilien à Monaco. En 2022, à Milan, il remporte la ceinture mondiale WBFC en MMA amateur, puis à l'âge de 42 ans en 2024, il remporte la ceinture mondiale en MMA professionnelle, ainsi que le titre de champion du monde WBFC en boxe anglaise amateur. Cela fait un total impressionnant de 8 titres de champion du monde !
il est également expert en self défense et le fondateur du Krav Défense Fighting, un style de défense qu'il a mis au point pour une efficacité encore plus fiable, composé de technique de combat et de self défense, cette méthode a été fondée sur l'expérience du terrain de Nicolas Godin à travers ces 15 années (2000-2015) dans la protection rapproché.
Nicolas est également coach, thérapeute et conférencier en thérapie brève.

## Palmarès
- Champion de France 2004 (-85 kg) 2004
- Champion de France toutes catégories 2007
- Champion du monde de Kempo en octobre 2007 à Londres[1]
- Médaille de bronze aux championnats d'Europe de Shooto 2008
- Vainqueur du GUC (grappling unluminited championship) free fight 2008
- Triple champion du monde 2010 à Torres Novas (Portugal)
- Vainqueur du Fmc Prenium en pancrace (MMA Français) poids lourd face à Khaled Neche[2]
- Vainqueur du master kempokan7 (poids lourd) face à Igor Mosic (champion du monde 2008 en kempo ikf)[3]
- Ceinture mondial du NAGA à Monaco en jiu-jitsu brésilien le 30 juin 2013
- Vainqueur fmc Prenium par K.O en 9 secondes face a Christophe Pinho 2014 (Pasino de la Grande Motte)
- Vainqueur de la ceinture du NAGA de Monaco en Jiu Jitsu brésilien 2015
- Champion de la ligue en k-1 2015[4]
- Champion d'Europe en Kempo/Mma2019 (24,25 et 26 octobre) Portugal
- vice champion du monde Boxe de la fédération Wfc Italie novembre 2019
- Champion du monde MMA Mixed Martial Arts WFBC Italie MILAN 28 NOVEMBRE 2021
- Ceinture mondiale MMA WBFC MIlan avril 2024 en professionnel heavyweight
- Ceinture mondiale boxe anglaise amateur WBFC en amateur heavyweight